# Agrius fuscosignata
Agrius fuscosignata är en fjärilsart som beskrevs av Tutt 1904. Agrius fuscosignata ingår i släktet Agrius och familjen svärmare. Inga underarter finns listade i Catalogue of Life.